# René Lambrechts
René Lambrechts (Heist-op-den-Berg, 27 april 1923 - Heist-op-den-Berg, 19 oktober 1981) was een Belgisch auteur en heemkundige.
René Lambrechts werd geboren in het huis Op de Lyndacker te Heist-op-den-Berg (nu Café Den Afgrond, Herentalsesteenweg 19). Als kind werd hij getroffen door de ziekte van Pott, een ziekte van het ruggenmerg. Vanaf zijn prille jeugd legde Lambrechts een grote belangstelling aan de dag voor het verleden van zijn dorp en streek. Op 13-jarige leeftijd begon hij al met het verzamelen van oude voorwerpen. Hij doorliep het lager onderwijs in zijn geboortedorp en de moderne humaniora aan het Sint-Romboutscollege van Mechelen.
Vanaf 1942 was hij actief betrokken bij het verzet en functioneerde hij als verbindingsagent. Het netwerk waartoe hij behoorde werd echter door de Duitsers opgerold en op 2 november 1943 werd Lambrechts opgepakt. Hij bracht de rest van de oorlog in verscheidene concentratiekampen door.
In kamp Dora, waar hij in maart 1945 terechtkwam, werd hij met een zwaar stuk hout op de rug geslagen. Het letsel dat hierdoor werd veroorzaakt bleek blijvend en zou hem tot het einde van zijn dagen in zijn handelen beperken. In 1947 verscheen “Wir Muselmänner”, een relaas van zijn ervaringen in Duitse gevangenschap (heruitgegeven in 2005 onder de titel : "Wij, Muselmänner. Een Verhaal over de Kampen").
Hij wijdde zich van dan af bijna uitsluitend aan de etnografie en heemkunde en publiceerde honderden bijdragen in weekbladen en tijdschriften. De neerslag daarvan werd in 1974 in boekvorm uitgegeven onder de titel “Bezem en Kruis; Grepen uit het Zuidkempisch Volksgeloof”. Het werk werd bekroond met de dokter Frans Olbrechtsprijs van de Koninklijke Belgische Commissie voor Volkskunde.
In 1945 was Lambrechts, samen met onder meer Jozef Weyns, een van de medestichters van het gemeentemuseum “Die Swane” en werd hij er de eerste conservator van.
Na het overlijden van Lodewijk Liekens in 1956, volgde hij deze als gemeentearchivaris van Heist-op-den-Berg op.
In 1975 werkte hij mee aan de totstandkoming van “Zo was… Hallaar” en “Heist in Oude Prentkaarten” (met R. Van Loo) en datzelfde jaar rolde “Iets Anders”, een verzameling volksverhalen uit de Kempen, van de persen. Het werd Lambrechts’ laatste werk.
Kampend met een steeds zwakker wordende gezondheid, overleed hij ten slotte op 19 oktober 1981 in zijn geboortehuis. Een belangrijk deel van zijn verzamelingen wordt thans in het museum “Die Swane” bewaard.
Op 7 april 2006 ontving hij postuum de jaarlijkse Heistse Cultuurprijs vanwege de Cultuurraad van zijn gemeente.
In zijn geboortehuis is reeds jaar en dag een authentieke herberg ondergebracht. In de nacht van 2 op 3 april 2012 werd dit gebouw vernield door een brand.